# Amazonka czerwonouda
Amazonka czerwonouda (Amazona pretrei) – gatunek średniej wielkości ptaka z rodziny papugowatych (Psittacidae), zamieszkujący skrajnie  południową Brazylię. Narażony na wyginięcie.

## Zasięg występowania
Amazonki czerwonoude zamieszkują skrajnie południową Brazylię – stany Rio Grande do Sul oraz południowo-wschodnią Santa Catarinę. Znane były również odizolowane populacje we wschodnim Paragwaju i północno-wschodniej Argentynie (w prowincji Misiones). Obecnie prawdopodobnie gatunek wymarł w tamtych rejonach.

## Taksonomia
Gatunek został formalnie pierwszy raz opisany przez holenderskiego zoologa Coenraada Jacoba Temmicka w 1830 r. w oparciu o ilustrację de Buffona. Autor nadał nowemu gatunkowi nazwę Psittacus pretrei, a jako miejsce typowe błędnie wskazał Meksyk. Obecnie (2020 r.) gatunek jest zaliczany do rodzaju Amazona. Nie wyróżnia się podgatunków.

## Morfologia
Amazonki czerwonoude mierzą 31–33 cm długości oraz ważą 250–300 g. W upierzeniu dominuje kolor zielony. Czoło, kantarek, wierzch głowy, okolice oczu, uda, skrzydełko, pasek i zgięcie skrzydła są czerwone. Lotki I rzędu są zielone, zakończone niebieskim. Sterówki są zielone od górnej powierzchni, zakończone żółtym oraz czerwone u podstawy trzech bocznych piór. Oczy są pomarańczowożółte, otoczone białawą obwódką. Dziób jest żółtawy, a nogi żółtawoszare. Samice mają mniej barwy czerwonej na skrzydłach niż samce. Osobniki młode posiadają mniej czerwonego zarówno na skrzydłach, jak i głowie.

## Ekologia
Amazonki czerwonoude zamieszkują obszary od 300 do 1000 m n.p.m. Ich środowisko stanowią lasy, w których rosną araukarie brazylijskie (Araucaria angustifolia) oraz Podocarpus lamberti. Gatunek ten pojawia się także w lasach w pobliżu rzek oraz na plantacjach. 
Ptaki te spożywają nasiona takich roślin jak araukaria brazylijska (Araucaria angustifolia) i Podocarpus lamberti, a także owoce goździkowców (Eugenia), Campomanesia, melii (Melia), Cupania, szkarłatek (Phytolacca), Allophylus, Nectandra, Ocotea, Citharexylum, Myrcianthes, Blepharocalyx, figowców (Ficus) oraz symplokosów (Symplocos).
Amazonki tworzą stada od 5 do 150 osobników, w trakcie sezonu lęgowego są w parach. Lęgi trwają od września do stycznia. Samica składa 3–4 jaja oraz wysiaduje je przez 26–27 dni. Młode najczęściej usamodzielniają się w późnym grudniu.

## Status i zagrożenia
Międzynarodowa Unia Ochrony Przyrody (IUCN) nieprzerwanie od 2000 r. uznaje amazonkę czerwonoudą za gatunek narażony (VU – Vulnerable). Wcześniej – od 1994 r. miała ona przyznany status gatunku zagrożonego (EN – Endangered). Liczebność populacji wykazuje trend malejący. Największe zagrożenie dla tego gatunku stanowi utrata naturalnego środowiska spowodowana wycinaniem lasów, ptaki te są także chwytane do niewoli i stanowią przedmiot handlu.
Po przeprowadzeniu badań w 2009 r. przewiduje się, że do 2060 r. obszar całorocznego występowania tych amazonek zmniejszy się o 47%, obszarów lęgowych – o 63%, a zimowisk – o 91%.
Gatunek ten jest wymieniony w I załączniku konwencji waszyngtońskiej (CITES).